# Temblor Range
Temblor Range je pohoří na západě Kalifornie ve Spojených státech amerických. Je součástí Kalifornského pobřežního pásma. Rozkládá se ze severozápadu směrem na jihovýchod v okresech Kern County a San Luis Obispo County. Nejvyšší bodem je McKittrick Summit (1 320 m).
Pohořím prochází silnice 58 v nadmořské výšce 1 140 m.

## Geografie a geologie
Pohoří odděluje pobřežní oblast Tichého oceánu od jižní části údolí San Joaquin Valley, které je součástí Velkého kalifornského údolí. Temblor Range je tvořeno převážně břidlicí a porcelanitem. Stáří se datuje do období miocénu - 20 až 9 miliónů let.